# Варкалово
Ва́ркалово  (фин. Vaarakkala) — деревня в составе Кузьмоловского городского поселения (до июня 2013 года — Токсовского городского поселения) Всеволожского района Ленинградской области.

## Название
Название происходит: 
- по одной версии от карело-финских varakas — богатый и kalla — деревня, «зажиточная деревня»
- по другой версии от корня varas — вор, «деревня воров»
- по третьей версии «vaarakkala» означает «варягова деревня»[5]

В пользу последней версии говорит то, что в Писцовой книге Водской пятины 1500 года, упоминается деревня «Варягово на Охте» и две деревни «Варягово на Неве» (верхняя и нижняя), которые обозначались на карте Элдберга 1791 года, именно как Waarakkala.

«Варягова»…превратилась уже в карельскую «Warakalla», став «Варяговой деревней», соединив в себе прежнюю «Вару» с традиционной «каллой» — «кюлей» — «деревней».

## История
Под названием Карколова деревня упоминается на «Карте окружности Санкт-Петербурга» 1810 года.
Затем, как деревня Варколова — на карте Санкт-Петербургской губернии Ф. Ф. Шуберта 1834 года.
На картах XIX века обозначались четыре смежных деревни Варколова, расположенных по левому берегу Охты. По сути они представляли собой четыре хутора одной большой деревни. Из северного произошла деревня Аудио, из трёх остальных современная деревня Варкалово, при чём в конце века к «большой деревне Вараколово» относили ещё и соседние Куялово, Хейлози и Кузьмолово.
Из ремёсел в XIX веке в Варкалове практиковался метёлочный промысел.

ВАРАКОЛОВО —  деревня, принадлежит ведомству коменданта Санкт-Петербургской крепости, жителей по ревизии: 93 м. п., 92 ж. п.; (1838 год)

На этнографической карте Санкт-Петербургской губернии П. И. Кёппена 1849 года она обозначена как деревня «Warakkala», , расположенная в ареале расселения эвремейсов. В пояснительном тексте к этнографической карте деревня названа Warakala (Вараколово) и указано количество её жителей на 1848 год: эвремейсов — 93 м. п., 91 ж. п., всего 184 человека.

ВАРАКОЛОВА — деревня ведомства коменданта Санкт-Петербургской крепости, 27 дворов, 85 душ м. п. (1856 год)

Число жителей деревни Варракала по X-ой ревизии 1857 года: 84 м. п., 78 ж. п..
На «Топографической карте частей Санкт-Петербургской и Выборгской губерний» 1860 года упомянуты четыре смежные деревни Варколова из 2, 5, 6 и 12 дворов.

ВАРАКОЛОВО (ВАРКОЛОВО) — деревня комендантского ведомства при р. Охте, всего: 36 дворов, 103 м. п., 97 ж. п.; (1862 год)

Согласно подворной переписи 1882 года в деревне Варракала проживали 43 семьи, число жителей: 107 м. п., 123 ж. п., лютеране: 99 м. п., 111 ж. п., разряд крестьян — ведомства Санкт-Петербургского коменданта, а также пришлого населения 6 семей, в них: 13 м. п., 11 ж. п., все лютеране.

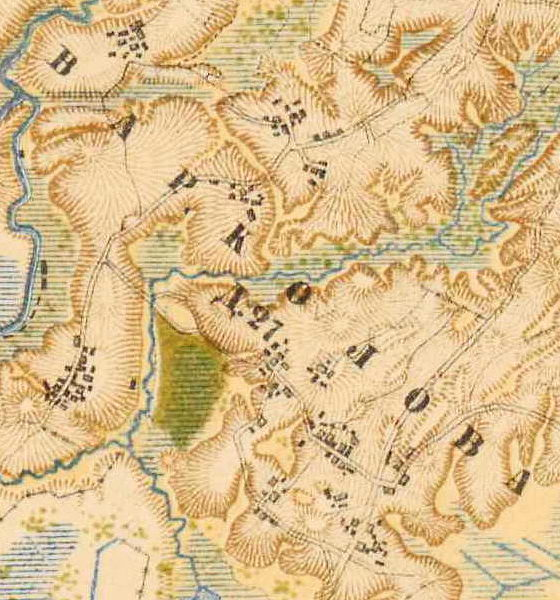
План деревни Варколово. 1885 год

В 1885 году, согласно карте окрестностей Петербурга, деревня насчитывала 27 дворов. Сборник Центрального статистического комитета за этот же год, описывал деревню так:

ВАРАККАЛА (ВАРАКОЛОВА, ХЕЙЛАСЕН-МЯКИ, КУЯЛАН-МЯКИ) — деревня бывшая владельческая Тосовской волости при речке Охте, дворов — 39, жителей — 215; Две лавки, два постоялых двора. (1885 год).

По данным Материалов по статистике народного хозяйства в Шлиссельбургском уезде от 1885 года только 1 крестьянский двор в деревне Варракала (или 2 % всех дворов) занимался метёлочным промыслом.

ВАРАКОЛОВО — состояла из посёлков: Хейлози (Хейлази), Куяломяки (Куялово), Аутионмяки (Аудиомяки), Вараколово, Кузьмолово.

ВАРОКОЛОВО — посёлок на земле седьмого сельского общества при р. Охте 7 дворов, 21 м. п., 26 ж. п., всего 47 чел. (1896 год)

В 1897 году в деревне была открыта «народная школа». В школе учились 16 мальчиков и 10 девочек лютеранского вероисповедания; 5 мальчиков и 1 девочка других вероисповеданий.
В конце XIX — начале XX века деревня административно относилась к Токсовской волости 2-го стана Шлиссельбургского уезда Санкт-Петербургской губернии. Население деревни было однородным — финским.
В 1909 году в деревне было 9 дворов.

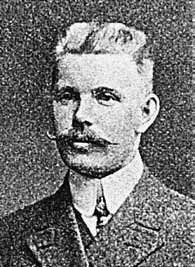
Я. Я. Ленсу

В 1914 году в деревне работала двухклассная земская школа или Варакколовское училище, учителем в ней с 1908 года был выпускник Колпанской семинарии Яков Яковлевич Ленсу.
Согласно переписи населения СССР 1926 года:

ВАРАККАЛА — деревня Кузьмоловского сельсовета Токсовской волости Ленинградского уезда, 7 хозяйств, 40 душ, все ингерманландцы. (1926 год)

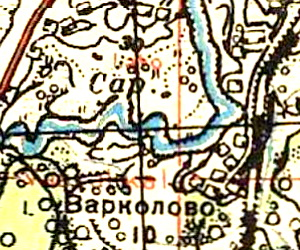
Деревня Варкалово на карте 1931 года

Согласно топографической карте РККА 1931 года деревня насчитывала 10 дворов.
По административным данным 1933 года деревня называлась Варакалово и относилась к Капитоловскому сельсовету Куйвозовского финского национального района.
В 1940 году деревня насчитывала 10 дворов.
До 1942 года — место компактного проживания ингерманландских финнов.
В 1958 году население деревни составляло 89 человек.
По данным 1966 года деревня называлась Варколово и входила в состав Кузьмоловского поселкового совета.
По данным 1973 и 1990 годов деревня называлась Варкалово и находилась в административном подчинении Токсовского поселкового совета.
В 1997 году в деревне проживали 11 человек, в 2002 году — 10 человек (русских — 90%), в 2007 году — 15.

## География
Деревня расположена в центральной части района на автодороге 41К-337 (Подъезд к дер. Вараколово), к югу и смежно с деревней Аудио.
Расстояние до административного центра поселения — 1 км.
Рядом с деревней проходит железнодорожная линия Приозерского направления, остановочного пункта нет.
Деревня находится на левом берегу реки Охты.

## Демография
| 1862 | 2007 | 2010 | 2017 |
| ---- | ---- | ---- | ---- |
| 200  | ↘15  | ↗58  | ↘13  |

Национальный состав
Согласно данным Всероссийской переписи населения 2021 года в деревне проживали 49 человек, из них:
 русские — 47, остальные национальность не указали.